# Herzogtum Alençon

Provinzen Frankreichs (1477). Das Herzogtum Alençon südlich der Normandie in kräftigem Blau.

Die Grafschaft Alençon und in der Folge das Herzogtum Alençon sind relativ spät entstanden. Die Grafschaft wurde um 1080 um die Herrschaft Bellême gebildet, deren Erbin Mabile Roger II. de Montgommery († 1094) heiratete, der als Erster den Titel eines Grafen von Alençon trug. Die letzte seiner Nachkommen, die Gräfin Alix, verkaufte 1220 die Grafschaft an König Philipp II. König Ludwig IX. gab sie 1268 an seinen fünften Sohn, Peter, der ohne Kinder starb. Philipp IV. gab Alençon 1291 seinem Bruder Karl von Valois, der sie seinem zweiten Sohn Karl II. überließ, dessen Nachkommen die Grafschaft, ab 1404 als Pairie und ab 1414 als Herzogtum, bis zur Vereinigung mit der Krone 1549 behielten.

## Herren von Alençon

### Haus Bellême
- ? Yves de Bellême
- ?–1028 Guillaume I. de Bellême Sohn
- 1028–1030 Robert de Bellême Sohn
- 1030–? Guillaume II. Talvas de Bellême Bruder
- ?–1082 Mabile de Bellême Tochter (wurde von Hugh Bunel ermordet)

## Grafen von Alençon

### Haus Montgommery
- 1054–1094 Roger II. de Montgommery Ehemann Mabillas (Vizegraf von Hiémois, Earl of Shrewsbury)
- 1094–? Robert II. Sohn (Earl of Shrewsbury)
- ?–1171 Wilhelm III. Talvas Sohn (als Wilhelm I. Talvas Graf von Ponthieu, Le Perche, Montreuil und Sées).
- 1171–1191 Johann I. Sohn
- 1191 Johann II. Sohn
- 1191–1217 Robert III. Bruder

1217–1269 französische Krondomäne

### Kapetinger
- 1269–1283 Peter I. 5. Sohn von König Ludwig IX. (erhielt als Apanage eine um einen Teil der Grafschaft Le Perche)

1283–1291 französische Krondomäne

### Haus Valois
Die Grafschaft wurde 1291 um die Herrschaften Moulins-la-Marche, Bonmoulin, Sainte-Scolasse, Domfront, Argentan und Exmes erweitert.
- 1291–1325 Karl I. Bruder des Königs Philipp IV.
- 1325–1346 Karl II. Sohn (fällt am 26. August 1346 in der Schlacht von Crécy).
- 1346–1361 Karl III. Sohn († 1375, er wird 1361 Dominikaner und 1365 Erzbischof von Lyon)
- 1361–1391 Peter II. Bruder
- 1391–1415 Johann I. Sohn (ab 1414 Herzog von Alençon, fällt am 25. Oktober 1415 in der Schlacht von Azincourt)

## Herzöge von Alençon

### Haus Valois
- 1415–1476 Johann II. Sohn
- 1476–1492 René Sohn
- 1492–1525 Karl IV. Sohn
- 1509–1549 Margarete von Angoulême Ehefrau, Herzogin von Alençon, 1517 Herzogin von Berry, 1525 souveräne Gräfin von Armagnac etc.

Alençon fiel 1549 an die französische Krone zurück.
- François-Hercule de Valois (1555–1584), 1566 Herzog von Alençon

Wegen der hohen finanziellen Unterstützung von Heinrich von Navarra in seinem Kampf um die französische Krone, die sich auf über 280.000 Gulden belief, wurde dem Herzog von Württemberg von 1605 bis 1612 als Pfand die Verwaltung des Herzogtums Alençon überlassen.

### Bourbonen
- Gaston de France (1608–1660), 1626 Herzog von Orléans, 1646 Herzog von Alençon
- Charles de France (1686–1714), 1686 Herzog von Berry, 1710 Herzog von Alençon
- Charles de Bourbon (1713–1713), dessen Sohn, genannt Herzog von Alençon
- Louis Stanislas Xavier de France (1755–1824), 1774 Herzog von Alençon, später König Ludwig XVIII.

### Haus Orléans
- Ferdinand d’Orléans (1844–1910), 1844 Herzog von Alençon
- Emmanuel d’Orléans (1872–1931), Herzog von Vendôme, 1910 Herzog von Alençon